# Movimenti cinematografici
Il cinema può essere classificato in scuole, correnti, stili, trattamenti o più generalmente in movimenti cinematografici.

## Movimenti

### America del nord
- Film noir
- Direct cinema
- Cinema underground
- New American Cinema Group

### America del sud
- Cinema Novo

### Europa
- Scuola di Brighton
- Cinema espressionista
- Nuovo cinema tedesco
- Cinema dei telefoni bianchi
- Cinema neorealista
- Nouvelle Vague francese
- Nová vlna cecoslovacca
- Onda nera jugoslava
- Dogma 95
- Free cinema

### Non geografici
- Cinema sperimentale
- Cinema non narrativo
- Oucipo